# Szotírisz Aszprojérakasz
Szotírisz Aszprojérakasz, görögül: Σωτήρης Ασπρογέρακας (?, 1903 – ?, 1987. február 20.) görög nemzetközi labdarúgó-játékvezető.

## Pályafutása

### Labdarúgóként
Az 1920-as években labdarúgó sportoló.

### Nemzeti játékvezetés
Labdarúgó pályafutását befejezve játékvezetői vizsgát tette. Nemzeti labdarúgó-szövetségének megfelelő játékvezető bizottsága minősítése alapján lett az 1. Liga első számú játékvezetője. Küldési gyakorlat szerint rendszeres partbírói szolgálatot végzett. A nemzeti játékvezetéstől 1952-ben vonult vissza.

#### Nemzeti kupamérkőzések
Vezetett kupadöntők száma: 6.

##### Görög labdarúgókupa
| Időpont           | Helyszín                            | Mérkőzés típusa     | Mérkőzés                                           | Eredmény |
| ----------------- | ----------------------------------- | ------------------- | -------------------------------------------------- | -------- |
| 1931. november 8. | Apostolos Nikolaidis Stadion, Athén | döntő               | AÉK–PAE ASZ Árisz Theszaloníkisz                   | 5 – 3    |
| 1940. június 2.   | Apostolos Nikolaidis Stadion, Athén | döntő               | PAE Panathinaikósz AÓ–PAE ASZ Árisz Theszaloníkisz | 3 – 1    |
| 1947. június 8.   | Apostolos Nikolaidis Stadion, Athén | döntő               | PAE Olimbiakósz SZFP–PAE Iraklísz                  | 5 – 0    |
| 1950. május 28.   | Apostolos Nikolaidis Stadion, Athén | döntő               | AÉK–PAE ASZ Árisz Theszaloníkisz                   | 4 – 0    |
| 1951. március 11. | Apostolos Nikolaidis Stadion, Athén | döntő               | PAE Olimbiakósz SZFP–PAÓK PAE                      | 0 – 4    |
| 1952. június 1.   | Apostolos Nikolaidis Stadion, Athén | döntő első mérkőzés | PAE Olimbiakósz SZFP–Panióniosz GSZZ PAE           | 2 – 2    |

### Nemzetközi játékvezetés
A Görög labdarúgó-szövetség Játékvezető Bizottsága (JB) terjesztette fel nemzetközi játékvezetőnek, a Nemzetközi Labdarúgó-szövetség (FIFA) 1934-től tartotta nyilván bírói keretében. Ebben a korban a meghívott (nemzeti JB által küldött) partbírók még nem tartoztak a FIFA JB keretébe. Több nemzetek közötti válogatott és klubmérkőzést vezetett, vagy működő társának partbíróként segített. A nemzetközi játékvezetéstől 1934-ben búcsúzott.
Válogatott mérkőzéseinek száma: 2.

#### Olimpiai játékok
Az 1952. évi nyári olimpiai játékok labdarúgó tornáját, ahol a FIFA JB partbírói szolgálatra alkalmazta. A kor elvárása szerint az egyes számú partbíró játékvezetői sérülésnél átvette a mérkőzés vezetését. Partbíróként 2 mérkőzésre egyes, kettő találkozóra 2. pozícióban kapott küldést.
| Időpont          | Helyszín                           | Mérkőzés típusa    | Mérkőzés             | Játékvezető                  | Eredmény | Nézők száma |
| ---------------- | ---------------------------------- | ------------------ | -------------------- | ---------------------------- | -------- | ----------- |
| 1952. július 15. | Kupittaa Jalkapallo Stadion, Turku | csoportmérkőzés    | Magyarország–Románia | Nyikolaj Gavrilovics Latisev | 2 – 1    | 10 653      |
| 1952. július 16. | Kupittaa Stadion, Turku            | selejtező          | Hollandia–Brazília   | Giorgio Bernardi             | 1 – 5    | 16 000      |
| 1952. július 20. | Kupittaa Stadion, Turku            | egyik nyolcaddöntő | NSZK–Egyiptom        | Giorgio Bernardi             | 3 – 1    | 6 813       |
| 1952. július 23. | Pallokenttä Stadion, Helsinki      | egyik negyeddöntő  | Svédország–Ausztria  | Vincenzo Orlandini           | 3 – 1    | 10 000      |

#### Balkán-kupa
| Időpont            | Helyszín                           | Mérkőzés típusa | Mérkőzés             | Eredmény | Nézők száma |
| ------------------ | ---------------------------------- | --------------- | -------------------- | -------- | ----------- |
| 1934. december 25. | Leoforos Alexandras Stadion, Athén | csoportmérkőzés | Bulgária–Jugoszlávia | 3 – 4    | 6000        |
| 1934. december 30. | Leoforos Alexandras Stadion, Athén | csoportmérkőzés | Bulgária–Románia     | 2 – 3    | 2500        |